# Wybory parlamentarne w Holandii w 1897 roku
Wybory parlamentarne w Holandii w roku 1897 – wybory, w których obywatele Holandii w drodze głosowania wybrali swoich przedstawicieli w parlamencie. Do zdobycia w 1897 roku było 100 mandatów. Były to pierwsze wybory po rozszerzeniu prawa głosu na większą liczbę ludności.

## Zmiana ordynacji wyborczej w 1896
W roku 1986 doszło do zmiany ordynacji wyborczej. W jej wyniku prawo głosu uzyskało 50% wszystkich dorosłych mężczyzn (2/5 tej liczby stanowili robotnicy). Według nowych założeń czynne prawo wyborcze zależało od: majątku, zarobków, płaconych podatków, osiadłości i wykształcenia.

## Wyniki
- Liberałowie - 52 w tym:
- Unia Liberalna - 33
- Prawicowi wolni liberałowie - 15
- Radykałowie - 4
- Katolicy - 22
- Antyrewolucjoniści - 23 w tym:
- Antyrewolucjoniści - 17
- Wolni antyrewolucjoniści - 5
- Chrześcijanie historyczni - 1
- Socjaliści z SDAP (Socjaldemokratyczna Partia Robotnicza) - 2